# Mangora montana
Mangora montana Chickering, 1954 è un ragno appartenente alla famiglia Araneidae.

## Etimologia
Il nome proprio della specie deriva dall'aggettivo latino montanus, -a, -um, cioè montano, in altura, in relazione all'habitat di rinvenimento

## Caratteristiche
L'olotipo maschile rinvenuto ha dimensioni: cefalotorace lungo 1,365mm, largo 1,203mm; opistosoma lungo 1,235mm.

## Distribuzione
La specie è stata reperita nel Panama occidentale e in Costa Rica: la località panamense dell'olotipo maschile è nei pressi di El Volcán, nella provincia di Chiriquí.

## Tassonomia
Al 2014 non sono note sottospecie e dal 2005 non sono stati esaminati nuovi esemplari.